# Dicranum multicapsulare
Dicranum multicapsulare är en bladmossart som beskrevs av C. Müller 1897. Dicranum multicapsulare ingår i släktet kvastmossor, och familjen Dicranaceae. Inga underarter finns listade i Catalogue of Life.